# Матильда (имя)
Мати́льда (реже — Мотильда, Махтельд, Махтельт; англ. Matilda, фр. Mathilde, итал. Matilde, нидерл. Machteld) — распространённое в Европе и Северной Америке женское имя. Происходит от древнегерманских «махт» (в переводе — мощь, сила) и «хильд» (битва).
Матильда вошла в топ-10 самых популярных имен для девочек, родившихся в Дании в 2008 году, и это имя также широко использовалось в Норвегии, Швеции и Финляндии. Также в настоящее время растет популярность в других европейских странах, в том числе во Франции, Великобритании.
Матильда было самым популярным именем в Соединенных Штатах в период с 1880 по 1910 год, тогда оно входило в число 200 лучших имен[уточнить], данных девушкам. К 1964 году оно покинуло список 1000 имен в Соединенных Штатах, но в 2008-м году впервые за 44 года вновь появилось в топ-1000 имен как 869-е по популярности имя для девочек.